# Ödön von Tersztyánszky
Ödön von Tersztyánszky (Csákvár, 6 marzo 1890 – Budapest, 21 giugno 1929) è stato uno schermidore ungherese, vincitore di due medaglie d'oro, una d'argento ed una di bronzo nella scherma ai giochi olimpici.

## Palmarès
In carriera ha ottenuto i seguenti risultati:
- Giochi olimpici:

Parigi 1924: argento nella sciabola a squadre e bronzo nel fioretto a squadre.
Amsterdam 1928: oro nella sciabola a squadre ed individuale.
- Mondiali di scherma

Vichy 1927: argento nella sciabola individuale.